# カプコン
株式会社カプコン（英: CAPCOM CO., LTD.）は、大阪府大阪市中央区内平野町に本社を置く主にアーケードゲームやコンシューマーゲームの開発・販売を行う日本のゲームソフトウェアメーカー。コンピュータエンターテインメント協会・日本アミューズメント産業協会正会員。

## 概要
1979年、アイ・アール・エム（IRM）株式会社として設立した。1981年9月に「サンビ株式会社」に商号を変更し、本店を大阪府羽曳野市に移転した。1983年6月、販売部門を担当する会社として、大阪市平野区に（旧）株式会社カプコンを設立した。1989年1月、サンビ株式会社が（旧）株式会社カプコンを吸収合併。商号を株式会社カプコンに変更し、本店を大阪市東区（現 大阪市中央区）に移転した。
設立者はアイ・ピー・エム（IPM）株式会社（現 アピエス）の代表取締役だった辻本憲三で、当時のIPMはスペースインベーダーブームの際に社運をかけ、社名を冠した『IPMインベーダー』を発表するもののインベーダーの筐体の市場は1年ほどで飽和状態に陥いる。その状態で下請けから製造の継続を求められ断れなかった。結果10億円分の在庫を多く抱えてしまった。IPMはアイレムと社名変更して仕切り直しを図ろうとする。辻本は同事業に続き、オリジナルゲームの製作に乗り出そうとする。しかし、当時まだコピーゲームがメインだったアイレムで辻本の意見は社内の理解が得られず、結果的に1983年2月3日 辻本を含む3人が退社した。この際インベーダー関連の在庫で被った負債を支払っている。
10億円の借金により自宅さえも売り払い燻っていた辻本は、タイトーの社長ミハイル・コーガンより「お金を出すからビジネスをやってみないか」と言われ、コーガンより1億5千万円を借り、それを元手に新規に会社を立ち上げることになり、（旧）株式会社カプコンを設立した。なお、カプコンという社名は1981年5月にIRMの子会社として設立した「日本カプセルコンピュータ」に由来する。
オリジナルゲームを作ることを目的に設立されたが、当初は開発者こそ多く抱えたものの開発ラインが整わず、比較的安易に製作が可能だったエレメカ（メダルゲーム）で業界に参入する。ビデオゲームとしてはその翌年の1984年発売の業務用縦スクロールシューティングゲーム『バルガス』が第一弾となるが、その後コナミからの転職組藤原得郎、岡本吉起により、名作と謳われるゲームが次々と開発され、徐々にゲーム会社としての知名度を上げていく。ただし、後の『ストリートファイターII』ブームが訪れるまで、経営的には火の車だったという。
その後、数度の経営危機を乗り越えながらも数多くのヒット作を生み出している。他の同業メーカーよりも社内の世代交代のサイクルが早いのが特徴でもあり、2000年代以前にヒット作を手がけたゲームデザイナーなど主要な人物の大半は既に退社、独立している。
2024年3月期実績での国内・海外販売比率は日本国内17%、海外83%となっている。

## 事業所
- 本社 - 大阪府大阪市中央区内平野町3丁目1番3号
- 研究開発ビル - 大阪府大阪市中央区内平野町3丁目2番8号
- 研究開発第2ビル - 大阪府大阪市中央区内平野町3丁目1番10号
- クリエイティブスタジオ - 大阪府大阪市中央区城見二丁目1番61号
- 東京支店 - 東京都新宿区西新宿2丁目1番1号 新宿三井ビルディング
- 上野事業所 - 三重県伊賀市治田3902番地

## 実績
アクションゲーム、対戦型格闘ゲームの雄として『ストリートファイター』、『魔界村』、『ロックマンシリーズ』、『ファイナルファイト』、『機動戦士ガンダム vs.シリーズ』、『デビルメイクライシリーズ』、『鬼武者』、『モンスターハンターシリーズ』、『大神』、『ビューティフルジョー』、『ヴァンパイア』などの傑作を多数製作している。
中でも1991年にアーケード用ゲームとしてリリースした対戦型格闘ゲーム『ストリートファイターII』では、アーケードゲーム業界において「スペースインベーダー以来」とも呼ばれる大ブームを巻き起こし、『ブロックくずし』より後に創業したアーケードビデオゲーム会社としては、唯一かつ最大の大手メーカーとなった。
また『エリア88』、『エイリアンVSプレデター』、『天地を喰らうII 赤壁の戦い』などのキャラクターゲーム、『ブレス オブ ファイア』、『ロックマンX コマンドミッション』などのロールプレイングゲーム、『スウィートホーム』、『バイオハザードシリーズ』などのホラーゲーム、『逆転裁判』などのアドベンチャーゲームにおいても傑作を残している。
開発されたゲームは日本に留まらず海外においても高い評価を得ているものが多く、『ストリートファイター』や『バイオハザード』など海外主体で映画化された作品も存在している。
アーケードゲームでは自社開発のシステム基板『CPシステム』（CAPCOM PLAY SYSTEM）シリーズで多くの名作を残す。『CPシステムIII』以降は他社開発の基板（『NAOMI』、『Nu』など）へと転換していった。『ストリートファイターII』の大ブーム以降は対戦型格闘ゲームを多数制作・発売していたが、後にプライズゲームからは撤退し、2018年現在はラインナップを縮小しながらも業務用ビデオゲームやメダルゲーム機の開発・販売を行っている。なお、カプコンは2018年以降のジャパンアミューズメントエキスポには出展しないことになった。2019年現在では、グループにおける業務用機器事業におけるアーケードゲーム事業の割合は10%となっており、残りの90%は子会社のエンターライズが手掛けているパチスロ事業となっている。アーケードゲームのアフターサービス業務も、2019年3月29日をもって上野事業所内にあるカプコンサービスセンターでの全業務を終了し、同年4月1日付でセガホールディングスの子会社であるセガ・ロジスティクスサービスへ移管された。同年4月以降におけるカプコンのアーケードゲームのアフターサービスは、セガ・ロジスティクスサービスの契約が適用される。
海外のゲームソフトの日本語版のパブリッシャーでもあり、かつてはグランド・セフト・オートシリーズ（ロックスター・ゲームス）、『ディアブロ』、『WarCraftIII』、『Dark age of Camelot』、『ゴッド・オブ・ウォー』などについても日本でのパブリッシャー権限を有していた。
E3ショーの変容に伴い、海外向けタイトルのプレゼンス向上策として、プライベートショー「Gamers' Day」を強化し、欧米にて開催している（米国4月・英国10月）。2008年のアメリカ「Gamers' Day」は4月12日に開催。
国内におけるサポート業務はコンシューマゲームとアーケードゲームで分化しており、コンシューマゲームは本社で、アーケードゲームはユーザーサポートが東京支店、オペレーターサポートがセガ・ロジスティクスサービスがそれぞれ担当している。

## 他会社との関係
分野を問わず他社とのコラボレーションが多いのもカプコンの特徴であり、マーベルヒーローとカプコンのキャラクターの競演を実現した『マーヴル VS. カプコン』シリーズ、格闘ゲームの分野でカプコンと双璧をなしたSNKのキャラクターと自社キャラクターを競演させる『CAPCOM VS. SNK』シリーズ、ナムコ（後のバンダイナムコエンターテインメント）の各種ゲームのキャラクターと自社キャラクターが競演する『NAMCO x CAPCOM』（共同開発、ナムコより発売）など多数存在する。任天堂のゲームにもセガグループ（セガ）、バンダイナムコエンターテインメントなどと共にゲストキャラクターが出演するなどしている。
一方で、コーエーテクモグループ（コーエーテクモゲームス）とは、カプコンが保有していたプレイ機能の特許をめぐり、2019年現在もカプコンとコーエーテクモゲームスとの間で係争中である（後述）。
1996年、特撮番組『七星闘神ガイファード』を東宝と共同で製作。番組スポンサーとしても名を連ね、2年後の1998年にはゲームソフトも発売した。
2006年、テレビ特撮『魔弾戦記リュウケンドー』のスポンサーとなり、絵本を出版した。
2019年、GungHoと共同でスマートフォン向け対戦型カードゲーム『TEPPEN』をリリースした。同年、ユニバーサル・スタジオ・ジャパンとのコラボによる『バイオハザード』のアトラクションが期間限定で行われた。

### スポーツとの関係
かつてはサッカー・Jリーグのセレッソ大阪のユニフォーム背中上部スポンサーを1996年まで務めていた（1997年まではクラブの運営会社にも出資していた。）。
そして、2022年8月1日にセレッソ大阪のユニフォームパンツ裏と練習着のスポンサーを務めることになり、Jリーグに昇格した1995年 - 1996年シーズンの2年間、背中上部スポンサーを務めて以来、26年ぶりにセレッソ大阪のユニフォームスポンサーとして復帰することになった。翌2023年シーズンからユニフォーム袖スポンサーを務める。
また2022年5月6日には日本バレーボール協会のオフィシャルスポンサー（トップパートナー）を務める他、龍神 NIPPONや火の鳥 NIPPONのユニフォーム胸スポンサーを務めることになった。また、1990年代前半には、カプコンレーシングチームとして、F3000（後のスーパーフォーミュラ）にも出場していた。

## 沿革
- 1979年5月30日 - 電子応用ゲーム機器の開発・販売を目的として、大阪府松原市にアイ・アール・エム（IRM）株式会社として設立。
- 1981年
  - 5月 - 子会社である日本カプセルコンピュータ株式会社を設立。
  - 9月 - アイ・アール・エム株式会社が社名をサンビ株式会社に変更。さらに羽曳野市に本社を移転。
- 1983年
  - 6月11日 - 販売部門を担当する会社として、大阪市平野区に株式会社カプコン（旧）を設立。7月には開発第1号機としてメダルゲームの『リトルリーグ』を発売。
  - 10月 - 東京都新宿区に東京支店を設置。メダルゲーム『フィーバーチャンス』を発売。
  - 12月 - 直営ゲームセンター「アクティ24」をオープン。
- 1984年
  - 5月 - 第一作目として業務用ビデオゲーム『バルガス』を発売。
  - 12月 - 業務用ビデオゲーム『1942』を発売。
- 1985年
  - 5月 - 業務用ビデオゲーム『戦場の狼』を発売。
  - 8月 - 米国カリフォルニア州にて米国法人である「カプコンUSA」を設立。
  - 9月 - 業務用ゲーム『魔界村』を稼働。後にファミリーコンピュータにも移植し、こちらも大ヒット。
  - 12月 - 家庭用テレビゲーム第一弾としてファミリーコンピュータ用ゲームソフト『1942』を発売。
- 1986年
  - 6月 - ファミリーコンピュータ用ゲームソフト『魔界村』を発売。
  - 9月 - ファミリーコンピュータ用ゲームソフト『戦場の狼』を発売。
- 1987年
  - 8月 - 業務用ビデオゲーム『ストリートファイター』を発売。
  - 12月 - 家庭用ゲームとしてファミリーコンピュータ用ゲームソフト『ロックマン』を発売。
- 1989年
  - 1月 - サンビが日本カプセルコンピュータおよびカプコン（旧）を吸収合併し、株式会社カプコンに変更した。本社を大阪市東区（後の中央区）に移転[19]。
  - 8月 - イギリス・ロンドンに英国駐在員事務所設置。
  - 12月 - 業務用ゲーム『ファイナルファイト』を発売。
- 1990年
  - 10月 - 株式を社団法人日本証券業会へ店頭銘柄として登録。
  - 12月 - スーパーファミコン用ソフト『ファイナルファイト』を発売。
- 1991年
  - 2月 - 株式会社ユニカを買収し、完全子会社化。その後、同社は12月に株式会社カプトロンに社名変更。
  - 3月 - 業務用ゲーム『ストリートファイターII』を稼働。大ブームを巻き起こした。
  - 12月 - 株式会社ユニカを株式会社カプトロンに商号変更。
- 1992年6月 - 『ストリートファイターII』を家庭用ゲーム機としてスーパーファミコンに移植し、大ヒットとなる。
- 1993年
  - 4月 - スーパーファミコン用ゲームソフト『ブレス オブ ファイア』を発売。
  - 7月 - 東南アジアの販売拠点として、カプコンアジアCo.,Ltd.を香港に設立。
  - 10月 - 株式を大阪証券取引所市場第二部に上場。
  - 12月 - ヤンマーディーゼルサッカー部を母体として、ヤンマーディーゼル（現：ヤンマーホールディングス）、日本ハムとの共同出資により、プロサッカークラブ・セレッソ大阪が発足。1995年にJリーグに加盟したものの、1997年にクラブの出資から撤退した。
  - データイーストが発売した『ファイターズヒストリー』が、多くの面で自社の『ストリートファイターII』と酷似し著作権を侵害しているとして日米での販売禁止を求め、著作権法、不正競争防止法違反で訴えを起こす。
- 1994年
  - 7月 - 本社を大阪市中央区内平野町の自社ビルに移転。
  - 8月 - アニメーション映画『ストリートファイターII MOVIE』が公開。単館上映ながら配収7億円を記録した他、当作品の主題歌「恋しさと せつなさと 心強さと」（篠原涼子 with t.komuro）もダブルミリオンセラーの大ヒットを記録した。
  - 日米で裁判になっていたデータイーストと和解が成立。
  - 12月 - ハリウッド映画『ストリートファイター』が公開（日本公開は1995年）[20]。
- 1996年3月 - 家庭用ゲームとしてPlayStation用ゲームソフト『バイオハザード』を発売。記録的なロングセラーを達成して、サバイバルホラーゲームとして大きなムーブメントを起こした。
- 2000年10月 - 株式を東京証券取引所市場第一部に上場。
- 2001年
  - 3月 - ゲームボーイアドバンス用ゲームソフトとして『バトルネットワーク ロックマンエグゼ』を発売。翌年3月にはテレビアニメ『ロックマンエグゼ』が放送開始。
  - 10月 - ゲームボーイアドバンス用ゲームソフトとして『逆転裁判』を発売。
- 2002年3月 - ハリウッド映画『バイオハザード』が公開。全世界で1億200万米ドルの興行収入を達成。
- 2004年
  - 2月 - 出版事業に参入。
  - 3月11日 - PlayStation 2用ゲームソフト『モンスターハンター』を発売し大ヒット。さらに、第8回CESA GAME AWARDSにおいて最優秀賞を受賞。
- 2005年7月 - PlayStation 2用ゲームソフトとして『戦国BASARA』を発売。
- 2006年
  - 8月 - Xbox 360用ゲームソフトとして『デッドライジング』を発売。
  - 10月 - ドワンゴグループと共同し、ポータルサイト運営会社の株式会社ダレットを設立。
- 2008年
  - 5月 - 簡易株式交換により株式会社ケーツーを完全子会社化。
  - 11月 - 遊技機の開発、設計、製造および販売を目的として、株式会社エンターライズの株式を90%取得。
- 2014年
  - 6月 - 会社側が提案した買収防衛策の継続議案が株主総会で否決された[21]。
  - 8月 - コーエーテクモゲームスに対し、カプコンが保有するプレイ機能の特許を侵害したとして、『戦国無双シリーズ』と『零シリーズ』の2タイトル合計約10億1300万円のの損害賠償と販売差し押さえを求め大阪地裁に提訴[13]。
- 2015年
  - 3月 - 山梨県甲府市と『戦国BASARA』のキャラクター活用を通じて「地域活性化に関する包括協定」を締結。
  - 4月 - 『モンスターハンター4G』がシリーズ初の海外100万本を出荷し、累計300万本を突破。
  - 7月 - 埼玉県立歴史と民俗の博物館にて『戦国BASARA』と県立博物館との史上初のコラボレーションによる特別展を開催。
  - 11月 - 初の直営キャラクターカフェ「カプコンカフェ」がオープン。
- 2016年
  - 1月 - 大阪市に新たに研究開発第2ビル竣工。
  - 4月 - モバイル事業の組織を刷新し、株式会社ビーライン・インタラクティブ・ジャパンを株式会社カプコン・モバイルに商号変更。テレビアニメ『逆転裁判 〜その「真実」、異議あり!〜』が放送開始。
  - 10月、大阪府警察の車上ねらい被害者防犯啓発キャンペーンに初めて「モンスターハンター」シリーズのキャラクターが採用される。
- 2017年
  - 9月1日 - 完全子会社であった株式会社カプコン・モバイルを吸収合併[22]。
  - 12月14日 - 大阪地裁にてコーエーテクモゲームスに対する訴訟の第一審判決が下され、『零シリーズ』の特許侵害に関してはカプコン勝訴、『戦国無双シリーズ』の特許侵害に関してはカプコンの訴訟を棄却する判決がそれぞれ下された[14][15]。カプコンは『戦国無双シリーズ』の特許侵害に関する判決を不服として12月27日に知的財産高等裁判所へ控訴[16]。
- 2018年
  - 3月29日 - 知的財産高等裁判所において、コーエーテクモゲームスが提訴していた審決取消訴訟を退ける判決が下される[23]。
  - 4月1日 - 完全子会社であったカプトロンを吸収合併[24]。
  - 8月 - 『モンスターハンター：ワールド』が全世界で1,000万本を突破。
  - 10月 - 大阪府警察のサイバー犯罪防止啓発施策に初めて「ロックマン」シリーズのキャラクターが採用される。
  - 11月 - カプコン・メディア・ベンチャーズ,INC.を設立。
- 2019年
  - 2月 - カプコン主催で初となるeスポーツリーグ「ストリートファイターリーグ」を開催。
  - 4月1日 - 業務用ゲームのアフターサービス業務をセガ・ロジスティクスサービスへ移管[10][11]。
  - 7月 - 大阪府警のサイバー犯罪捜査官募集広告に初めて「ストリートファイター」シリーズのキャラクターが利用される。
  - 9月11日 - 知的財産高等裁判所において、コーエーテクモゲームスに対する訴訟の控訴審判決が下され、コーエーテクモゲームスに対して約1億4400万円の支払いを命ずる判決が下される[25]。
- 2020年
  - 10月 - 手塚プロダクションとのコラボレーション企画展「CAPCOM vs. 手塚治虫CHARACTERS」を兵庫県宝塚市の手塚治虫記念館で開催[26]。
  - 11月9日 - 「RAGNAR LOCKER」を名乗るグループによって機密情報が盗み取られ、盗み取ったデータと引き換えに身代金を要求される[27]。同年11月16日時点で、およそ35万件の個人情報が流失した可能性があると発表した[28]。この時、履歴書など採用応募者情報（氏名、生年月日、住所、電話番号、メールアドレス、顔写真など）書類は破棄した後も、「再応募いただける方もいらっしゃり、確認をスムーズにするため」電子化して一定期間（期間は非公表）保管しているにもかかわらず、同社は公式サイトに「採用選考の結果、採用に至らなかった方、及び、採用を辞退された方の応募書類等は、選考後、当社において責任をもって破棄致します」と明記していたことが明らかになっており、判明後サイトの記載の修正に取りかかっているとした[29]。
- 2022年
  - 4月4日 - 東京証券取引所の市場区分の見直しにより市場第一部からプライム市場へ移行。
  - 5月6日 - 日本バレーボール協会とのオフィシャルスポンサー（トップパートナー）契約を締結。また龍神 NIPPON並びに火の鳥 NIPPONのユニフォーム胸スポンサーを務めることになった[30]。
  - 8月1日 - カプコンの地元・大阪市などをホームタウンとするJリーグ所属のプロサッカークラブ・セレッソ大阪のユニフォームパンツ裏や練習着のスポンサーを務めることになり、1996年シーズン以来、26年ぶりにユニフォームスポンサーに復帰した。
- 2023年7月 - 株式会社ソードケインズスタジオの株式を取得し、子会社とする[31]。
- 2024年
  - 4月 - 株式会社エンターライズが株式会社レオスターを設立[32]。
  - 7月 - Minimum Studios Co., Ltd.の株式の66.7%を取得し、子会社とする[33]。
- 2025年3月 - 「大カプコン展」を大阪中之島美術館にて開催[34]。

## 作品一覧

### あ行
- アウトモデリスタ
- あした天気になあれ
- アスラズ ラース
- アドベンチャークイズ カプコンワールド
- アラジン
- アルティメット エコロジー
- アレスの翼
- イクシオン サーガ
- 井出洋介名人の実戦麻雀
  - 井出洋介名人の実戦麻雀II
- 19シリーズ
  - 1942
  - 1943 ミッドウェイ海戦
  - 1943改
  - 1941 Counter Attack
  - 19XX -THE WAR AGAINST DESTINY-
  - 1944 -The Loop Master-
- ヴァンパイア
  - ヴァンパイア ダークストーカーズコレクション
- WE LOVE GOLF!
- ウィロー
- ウォーザード
- エイリアンVSプレデター
- エクストルーパーズ
- エグゼドエグゼス
- エグゾプライマル
- えどたん
- X-MEN Children of The Atom
- X-MEN Mutant Apocalypse
- F1ドリーム
- エリア88
- エルドラドゲートシリーズ
- 大神
  - 大神伝 〜小さき太陽〜
- 鬼武者シリーズ
  - 鬼武者
  - 鬼武者2
  - 鬼武者3
  - 新 鬼武者 DAWN OF DREAMS
  - 鬼武者Soul
  - 鬼武者 Way of the Sword

### か行
- ガイアマスター
  - ガイストクラッシャー ゴッド
- ガイストクラッシャー
- カオスレギオン
- ガチャフォース
- 学校のコワイうわさ 花子さんがきた!!
- カプコン クラシックス コレクション
- カプコン ファイティング コレクション
  - カプコン ファイティング コレクション2
- CAPCOM FIGHTING Jam
- CAPCOM VS. SNK
  - カプコン バーサス エス・エヌ・ケイ ミレニアムファイト 2000
  - CAPCOM VS. SNK 2 MILLIONAIRE FIGHTING 2001
- CAPCOMベースボール 助っ人外人大暴れ!
- カプコン ベルトアクション コレクション
- 株トレーダー瞬
- 仮面の忍者 花丸
- 玻璃ノ薔薇
- ガンサバイバーシリーズ
- ガンスパイク
- ガンスモーク
- ガンバード
- ギガウイング
- 機動戦士ガンダム vs.シリーズ
  - 機動戦士ガンダム 連邦vs.ジオン
  - 機動戦士Ζガンダム エゥーゴvs.ティターンズ
    - 機動戦士Ζガンダム エゥーゴvs.ティターンズDX

  - 機動戦士ガンダム ガンダムvs.Ζガンダム
  - 機動戦士ガンダムSEED 連合vs.Z.A.F.T.
  - 機動戦士ガンダムSEED DESTINY 連合vs.Z.A.F.T.II
  - 機動戦士ガンダム ガンダムVS.ガンダム
  - 機動戦士ガンダム ガンダムVS.ガンダムNEXT
- 逆転裁判
  - 逆転裁判2
  - 逆転裁判3
  - 逆転裁判4
  - 逆転裁判5
  - 逆転裁判6
  - 逆転検事
  - 大逆転裁判
- キャディラックス 恐竜新世紀
- キャプテンコマンドー
- Killer7
- クイズ三國志 知略の覇者
- クイズ殿様の野望
- クイズなないろDREAMS 虹色町の奇跡
- グーフィーとマックス 海賊島の大冒険
- 祇：Path of the Goddess
- クリムゾンティアーズ
- GREGORY HORROR SHOW SOUL COLLECTOR
- CROSS×BEATS
- クロックタワー3
- 激闘パワーモデラー
- ゴースト トリック
- GOD HAND

### さ行
- サイドアーム
- サイバーボッツ
- ザ・キングオブドラゴンズ
- サムライソード
- ジ・アニメ・スーパーリミックス 巨人の星
- ジャスティス学園
- 史上最強の弟子ケンイチ〜激闘!ラグナレク八拳豪〜
- シャドウ オブ ローマ
- ジョジョの奇妙な冒険
- ジョジョの奇妙な冒険 黄金の旋風
- スウィートホーム
- スーパーマリオ 不思議のころころパーティ
  - スーパーマリオ 不思議のころころパーティ2
  - マリオパーティ ふしぎのコロコロキャッチャー
- スターグラディエイター
- スタートリングアドベンチャーズ 空想3×大冒険
- ストライダー飛竜
  - ストライダー飛竜2
  - ストライダー飛竜 (2014年のゲーム)
- ストリートファイターシリーズ
  - ストリートファイター
  - ストリートファイターII
    - ストリートファイターII'
    - ストリートファイターII' TURBO

  - ストリートファイターZERO
    - ストリートファイターZERO ファイターズ ジェネレーション

  - ストリートファイターIII
  - ストリートファイターIV
    - スーパーストリートファイターIV
    - スーパーストリートファイターIV アーケードエディション
    - ウルトラストリートファイターIV

  - ストリートファイターV
  - ストリートファイター6
  - 2010 ストリートファイター
  - ストリートファイター ザ・ムービー
  - ストリートファイター リアルバトル オン フィルム
  - ストリートファイターII MOVIE
  - ストリートファイターEX
  - ストリートファイター オンライン マウスジェネレーション
- ストリートファイター X 鉄拳
- スポーン イン ザ デーモンズ ハンド
- セクションZ
- ゼルダの伝説 ふしぎの木の実
- ゼルダの伝説 神々のトライフォース&4つの剣
- ゼルダの伝説 ふしぎのぼうし
- 戦国BASARA
- 戦場の狼
  - 戦場の狼II
- ソンソン

### た行
- 宝島Z バルバロスの秘宝
- 闘いの挽歌
- タツノコ VS. CAPCOM
- ダンジョンズ&ドラゴンズ
  - ダンジョンズ&ドラゴンズ シャドーオーバーミスタラ
  - ダンジョンズ&ドラゴンズ タワーオブドゥーム
- チキチキボーイズ
- チップとデールの大作戦2
- 超鋼戦紀キカイオー
- Deepdown
- ディノクライシス
- 鉄騎
  - 重鉄騎
- デッドライジング
  - デッドライジング ゾンビのいけにえ
  - デッドライジング2
  - デッドライジング3
  - デッドライジング4
- TEPPEN（GungHoとの共同開発）
- DEMENTO
- デビルメイクライシリーズ
  - デビルメイクライ
  - デビルメイクライ2
  - デビルメイクライ3
  - デビルメイクライ4
  - ディーエムシー デビルメイクライ
  - デビルメイクライ5
- 天地を喰らう
  - 天地を喰らう (アーケードゲーム)
  - 天地を喰らうII 赤壁の戦い
  - 天地を喰らう (ファミリーコンピュータ)
  - 天地を喰らうII 諸葛孔明伝
- 虎への道
- ドカベン（アーケードゲーム。野球ゲームとカードゲームをあわせたようなもの）
- トップシークレット
- Dragon's Dogma
- ドラゴンズドグマ2
  - ドラゴンズドグマ オンライン
- 囚われのパルマ
- 怒首領蜂II（開発はIGS。ケイブはライセンス提供のみ）

### な行
- ナイツ オブ ザ ラウンド
- 謎惑館 〜音の間に間に〜
- ニモ
- 人間兵器デッドフォックス

### は行
- VS.シリーズ
  - X-MEN VS. STREET FIGHTER
  - マーヴル・スーパーヒーローズ VS. ストリートファイター
  - MARVEL VS. CAPCOM CLASH OF SUPER HEROES
  - MARVEL VS. CAPCOM 2 NEW AGE OF HEROES
  - MARVEL VS. CAPCOM 3 Fate of Two Worlds
  - マーベル VS. カプコン:インフィニット
  - マーベルVSカプコン ファイティングコレクション アーケードクラシックス
- バイオハザードシリーズ
  - バイオハザード
  - バイオハザード2
    - バイオハザード RE:2

  - バイオハザード3 LAST ESCAPE
    - バイオハザード RE:3

  - バイオハザード CODE:Veronica
  - バイオハザード0
  - バイオハザード4
    - バイオハザード RE:4

  - バイオハザード5
  - バイオハザード6
  - バイオハザード7 レジデント イービル
  - バイオハザード ヴィレッジ
  - バイオハザード レクイエム
  - バイオハザード リベレーションズ
  - バイオハザード リベレーションズ2
  - バイオハザード アウトブレイク
  - バイオハザード アウトブレイク ファイル2
  - バイオハザード アンブレラ・クロニクルズ
  - バイオハザード ダークサイド・クロニクルズ
  - BIOHAZARD GAIDEN
  - バイオハザード ザ・マーセナリーズ 3D
  - バイオハザード オペレーション・ラクーンシティ
  - バイオハザード アンブレラコア
  - バイオハザード レジスタンス
- バイオニックコマンドー
  - バイオニックコマンドー（Xbox 360、PS3版）
- VARTH
- 爆走戦記メタルウォーカー
- ハテナ?の大冒険
- バトルサーキット
- パニッシャー
- バルガス（同社最初のビデオゲーム）
- パワーストーン
- パワード ギア
- ビートダウン
- P.N.03
- ひげ丸
- 必殺無頼拳
- 百年戦記 ユーロ・ヒストリア
- ビューティフル ジョー
- BLACK CAT 〜機械仕掛けの天使〜
- ファイナルファイトシリーズ
  - ファイナルファイト
  - ファイナルファイト2
  - ファイナルファイト タフ
  - ファイナルファイト リベンジ
- ファインダーラブ
- Fateシリーズ（監修：TYPE-MOON、製作：キャビア、販売：カプコン）
  - フェイト/タイガーころしあむ
  - Fate/unlimited codes
- ふしぎ刑事
- プラグマタ
- ブラックドラゴン
- フリッパーピンボール
短期間だが参入していた。『ストリートファイターII』のピンボールも別メーカーから出ている。
- フルハウスキス
  - フルハウスキス2
- ブレス オブ ファイア
  - ブレス オブ ファイア 竜の戦士
  - ブレス オブ ファイアII 使命の子
  - ブレス オブ ファイアIII
  - ブレス オブ ファイアIV うつろわざるもの
  - ブレス オブ ファイアV ドラゴンクォーター
- プロギアの嵐
- プロ野球?殺人事件!
- ポートロイヤル
  - ポートロイヤル-カリブ大航海記-
  - ポートロイヤル2-カリブ大航海記-
  - ポートロイヤル-カリブ海戦記-
- ポケットファイター

### ま行
- マーヴル・スーパーヒーローズ
- マーヴルスーパーヒーローズ ウォーオブザジェム
- マーク・オブ・クリィ
- 魔界島 七つの島大冒険
- 魔界村
  - 大魔界村
  - 超魔界村
  - 極魔界村
  - 帰ってきた 魔界村
  - 魔界村騎士列伝
  - レッドアリーマー 魔界村外伝
  - レッドアリーマーII
  - 魔界村外伝 THE DEMON DARKNESS
  - デモンズブレイゾン 魔界村 紋章編
  - アーサーとアスタロトの謎魔界村
  - マキシモ
  - 魔界英雄記マキシモ
  - 撃魔界村
  - 小魔界村
- マジカルテトリスチャレンジ featuring ミッキー
- マジックソード
- マッスルボマー
  - スーパーマッスルボマー
- マッドギア
- マルサの女
- ミッキー&ミニー トリック&チェイス
- ミッキーのマジカルアドベンチャー
  - ミッキーとミニー マジカルアドベンチャー2
  - ミッキーとドナルド マジカルアドベンチャー3
- ミッキーマウスの不思議な鏡
- ミッキーマニア
- 水島新司の大甲子園
- めいわく星人パニックメーカー
- めがみめぐり
- モンスターハンターシリーズ
  - モンスターハンター
  - モンスターハンター ポータブル
  - モンスターハンター フロンティア オンライン
  - モンスターハンター3
  - モンスターハンター3G
  - モンスターハンター4
  - モンスターハンター4G
  - モンハン日記 ぽかぽかアイルー村
  - モンスターハンターX
  - モンスターハンターXX
  - モンスターハンター ストーリーズ
  - モンスターハンター：ワールド
  - モンスターハンターワールド:アイスボーン
  - モンスターハンターライズ
  - モンスターハンターライズ：サンブレイク
  - モンスターハンターワイルズ

### や行
- U.S.NAVY

### ら行
- ラストデュエル
- ラストランカー
- ロザリオとバンパイア 七夕のミス陽海学園
- ロスト プラネット エクストリーム コンディション
  - ロストプラネット コロニーズ
  - ロスト プラネット 2
- ロストワールド
- ロックマンシリーズ
  - ロックマン
  - ロックマン2 Dr.ワイリーの謎
  - ロックマン3 Dr.ワイリーの最期!?
  - ロックマン4 新たなる野望!!
  - ロックマン5 ブルースの罠!?
  - ロックマン6 史上最大の戦い!!
  - ロックマン7 宿命の対決!
  - ロックマン8 メタルヒーローズ
  - ロックマン9 野望の復活!!
  - ロックマン10 宇宙からの脅威!!
  - ロックマン11 運命の歯車!!
  - ロックマンワールド
  - ロックマンワールド2
  - ロックマンワールド3
  - ロックマンワールド4
  - ロックマンワールド5
  - ロックマンメガワールド
  - ロックマン&フォルテ
  - ロックマン&フォルテ 未来からの挑戦者
  - ロックマンロックマン
  - ロックマン・ザ・パワーバトル
  - ロックマン2・ザ・パワーファイターズ
  - ワイリー&ライトのロックボード ザッツ☆パラダイス
  - ロックマンズサッカー
  - ロックマン バトル&チェイス
  - スーパーアドベンチャーロックマン
  - ロックマンXシリーズ
    - ロックマンX
    - ロックマンX2
    - ロックマンX3
    - ロックマンX4
    - ロックマンX5
    - ロックマンX6
    - ロックマンX7
    - ロックマンX8
    - ロックマンX サイバーミッション
    - ロックマンX2 ソウルイレイザー
    - ロックマンX コマンドミッション
    - イレギュラーハンターX
    - ロックマンX DiVE

  - ロックマンDASHシリーズ
    - ロックマンDASH 鋼の冒険心
    - ロックマンDASH2
    - ロックマンDASH 5つの島の大冒険!
    - トロンにコブン

  - ロックマンエグゼシリーズ
    - バトルネットワーク ロックマンエグゼ
    - バトルネットワーク ロックマンエグゼ2
    - バトルネットワーク ロックマンエグゼ3
    - ロックマンエグゼ4
    - ロックマンエグゼ5
      - ロックマンエグゼ5DS ツインリーダーズ

    - ロックマンエグゼ6
    - ロックマンエグゼ トランスミッション
    - ロックマンエグゼ バトルチップGP
    - ロックマンエグゼ4.5 リアルオペレーション
    - ロックマンエグゼ ファントム オブ ネットワーク
    - ロックマンエグゼ レジェンド オブ ネットワーク
    - ロックマンエグゼ バトルチップスタジアム
    - ロックマンエグゼ WS
    - ロックマン エグゼ オペレート シューティングスター

  - ロックマンゼロシリーズ
    - ロックマンゼロ
    - ロックマンゼロ2
    - ロックマンゼロ3
    - ロックマンゼロ4

  - ロックマンゼクスシリーズ
    - ロックマンゼクス
    - ロックマンゼクス アドベント

  - 流星のロックマンシリーズ
    - 流星のロックマン
    - 流星のロックマン2
    - 流星のロックマン3

  - ロックマンXover
  - ロックマンアビリティ 史上最大の試練
- レインガルド
カプコン初、日本初となるMMORPG。

### わ行
- 笑う犬の冒険GB SILLY GO LUCKY!
- ワンダー3
  - チャリオット
  - ルースターズ
  - ドンプル
- ワンタメ ミュージックチャンネル
- ワンピースマンション
- わんぱくダック夢冒険

### 輸入ゲーム
- マッドドッグマックリー
- Cytus - 台湾のRayarkが配信しているスマートフォン向け音楽ゲーム。JAEPO2015で『crossbeats REV.』と同時にアーケード版『Cytus OMEGA』の稼動が発表された[35]。

### 日本での所有販売権
- カタン（ボードゲーム）
- グランド・セフト・オートシリーズ（IIIシリーズおよびIVまで）
- ゴッド・オブ・ウォー
- Gore: Ultimate Soldier
- True Crime
- コール オブ デューティー ファイネストアワー
- SPIDER-MAN
- ヘルストライク
- レッド・デッド・リボルバー
- ゲッタウェイ
- ラン・ライク・ヘル
- ケリー・スレーター プロサーファー 2003
- トニー・ホーク プロスケーター 2003
- ティム・バートン ナイトメアー・ビフォア・クリスマス ブギーの逆襲
- サイオプス サイキック・オペレーション
- マーク・オブ・クリィ
- コンフリクト・デルタ 湾岸戦争1991
- コンフリクト・デルタII 湾岸戦争1991
- 怪獣大激戦 War of the Monsters
- 突撃!アーミーマン 史上最小の作戦（PS2版）
- トゥームレイダー4:ラストレベレーション
- トゥームレイダー5：クロニクル
- X2
- テストドライブ5
- テストドライブ オフ・ロード2
- ONE（ワン）

## 主なグループ会社
- 株式会社エンターライズ
- 株式会社ケーツー（『天誅』などのソフトを開発してきたメーカーを子会社化）
- CAPCOM USA,INC.（米国内のグループ統括会社で版権管理も兼ねる。カプコンプロツアー、カプコンカップを管理）

過去
- 株式会社ステイタス（2004年に解散[36]）
- CAPCOM STUDIO 8,INC.（CAPCOM DIGITAL STUDIOS,INC.、2006年3月6日に解散。CAPCOM USA,INC.の子会社だったがスタジオを閉鎖したため）
- クローバースタジオ株式会社（2007年3月31日に解散）
- 株式会社フラグシップ（2007年6月1日に吸収合併）
- カプコンチャーボ株式会社（2009年1月30日に解散）
- 株式会社ダレット（2011年3月28日に吸収合併）
- 株式会社カプコン・モバイル（2017年9月1日に吸収合併、2016年4月1日株式会社ビーライン・インタラクティブ・ジャパンより商号変更）
- 株式会社カプトロン（2018年4月1日に吸収合併）
- BEELINE INTERACTIVE CANADA,INC.（2021年3月清算。コズミック・インフィニティー社をM&Aにより子会社化、2回の商号変更を行いカプコン・インタラクティブ・カナダ社を経て、ビーライン・インタラクティブ・カナダ社となる）
- BEELINE INTERACTIVE,INC.（2021年10月清算。欧米向けのオンライン・モバイル端末向け開発を目的として米国に設立された子会社、旧社名はカプコン・インタラクティブ）

## 出身者
- プラチナゲームズ株式会社所属
  - 稲葉敦志
  - 神谷英樹
- あきまん（本名「安田朗」：後にフリー）
- 稲船敬二（後に株式会社comcept代表取締役、株式会社intercept代表取締役）
- 岩元辰郎（後にフリーランス）
- 江原純一（スクウェア・エニックスプロデューサー）[37]
- 岡本吉起（後に株式会社ゲームリパブリック代表取締役）
- 尾畑心一朗（後に株式会社バイキング代表取締役）
- 小林裕幸（後にGPTRACK50代表取締役社長）
- 坂井昭夫（元・カプコン取締役。ハリウッド映画『ストリートファイター』、『ファイナルファンタジー』プロデューサー）
- 下村陽子（後にスクウェア→スクウェア・エニックス移籍を経てフリーランス）
- 高橋徹（後にゼニマックス・アジアゼネラルマネージャー）
- 立石孝（別名「OGERETSU KUN」：株式会社モストカンパニー代表取締役社長、株式会社Rush Style代表取締役副社長）
- DJサンドウ（後にフリーランス）
- 西谷亮（後に株式会社アリカ代表取締役）
- 西村キヌ（後にフリーランス）
- 西山隆志（後に株式会社ディンプス代表取締役）
- 藤原得郎（元・株式会社ウーピーキャンプ代表取締役）
- 藤林秀麿（任天堂株式会社所属）
- 船水紀孝（後に株式会社クラフト&マイスター取締役）
- 三上真司（後に株式会社TangoGameworks代表取締役）
- 三並達也（後にプラチナゲームズ株式会社代表取締役）

## カプコン出身者によって設立されたゲーム会社・ゲーム関連会社
- アリカ - 西谷亮が1995年に設立。
- インティ・クリエイツ - 會津卓也が1996年に設立。
- ディンプス - 西山隆志がエス・エヌ・ケイを経て2000年に設立。
- ゲームリパブリック - 岡本吉起が2003年に設立。
- CRAFTS&MEISTER - 須藤克洋、船水紀孝が2004年に設立。
- プラチナゲームズ - 稲葉敦志、神谷英樹、三並達也が2007年に設立。
- ヘキサドライブ - 松下正和が2007年に設立。
- ユニークノート - 柴田徹也、青木佳乃が2009年に設立。
- comcept - 稲船敬二が2010年に設立。
- Tango Gameworks - 三上真司が2010年に設立。
- スリーリングス - 竹中善則、三輪賀一らがゲームリパブリックを経て2010年に設立。
- イリンクス - 田中宏幸がゲームリパブリックを経て2010年に設立。

## テレビ番組
- 日経スペシャル カンブリア宮殿 「駄菓子屋から世界企業へ 〜ゲーム業界を勝ち抜く超低リスク経営〜」（2010年8月2日、テレビ東京） - カプコン 会長 辻本憲三出演[38]。

## 広報番組
- ハギーのとこトンやってみよう！（通称ハギとこ！） - パブリシティ企画推進室室長の萩原良輔（ハギー）をMCに2010年7月8日からUstreamで配信しているカプコンの情報を提供するウェブ番組。放送後はYouTubeなどでダイジェスト版が見られる[39][40][41][42]。

## 提供番組
ほとんどが終了または過去のもの。
- 芸能人格付けチェックお正月スペシャル（朝日放送テレビ制作・テレビ朝日系列）※奇数年
- ビートたけしのTVタックル（テレビ朝日系列）（1999年4月 - 2006年12月）
- 痛快なりゆき番組 風雲!たけし城（TBS系列）
- クイズ100人に聞きました（TBS系列・末期）
- THE・プレゼンター（TBS系列）
- ストリートファイターII V（よみうりテレビ制作・日本テレビ系列）
- 逆転裁判 〜その「真実」、異議あり!〜（読売テレビ制作・日本テレビ系列）
- さんまのナンでもダービー（テレビ朝日）※筆頭
- ミュージックステーション（テレビ朝日）
- ドラえもん（テレビ朝日）
- ロックマンエグゼ（テレビ東京）
- 武装錬金（テレビ東京）※筆頭
- 戦国BASARA弐（MBS制作・TBS系列）
- ガチンコ!（TBS系列）
- モンスターハンター ストーリーズ（フジテレビ）

他

## カプコンショーケース
カプコンショーケースというデジタルイベントを行っている。

## カプコンストア
カプコンストアという店舗を構えている。
- CAPCOM STORE TOKYO

所在地：〒150-8377 東京都渋谷区宇田川町15-1 渋谷パルコ 6F
- CAPCOM STORE OSAKA

所在地：〒542-0085 大阪府大阪市中央区心斎橋筋1-8-3 心斎橋パルコ 6F
- CAPCOM STORE & CAFE UMEDA

所在地：〒530-8202 大阪府大阪市北区梅田3-1-1 大丸梅田店 13F

## 展覧会
- 「大カプコン展 ―世界を魅了するゲームクリエイション」、期間：2025年3月20日 - 6月22日、会場：大阪中之島美術館、主催：大阪中之島美術館、読売新聞社[45]